# Xocomécatlite
La xocomécatlite est un minéral tellurate rare de formule : Cu3(TeO4)(OH)4 et de symbole xco,. C'est un minéral orthorhombique qui se présente sous forme d'agrégats ou de sphérules de cristaux verts en forme d'aiguilles.
Son nom est dérivé de xocomecatl, le mot nahuatl pour « grappes de raisin », que les ensembles de sphérules vertes que l'on peut y observer peuvent évoquer. Il a été décrit pour la première fois en 1975 après sa découverte dans la mine Oriental près de Moctezuma, Sonora au Mexique. Il a également été signalé dans la mine Centennial Eureka, Quartier de Tintic, comté de Juab, dans l'Utah et à la mine Emerald du district de Tombstone, comté de Cochise, en Arizona aux États-Unis. Ce minéral se forme dans la zone oxydée des veines d'or-tellure dans la rhyolite altérée. La xocomécatlite est associée à d'autres minéraux telluriques rares : parakhinite, dugganite, tlapallite, mcalpinéite, leisingite, jensenite ; les minéraux sulfatés-phosphatés : hinsdalite–svanbergite ; et l'oxyde de goethite.